# Henk Harmsen
Henk Harmsen (Stokkum, 11 december 1951 - Winterswijk, 30 januari 2018) was een Nederlandse journalist en schrijver. Hij werkte van 1972 tot 2017 als verslaggever bij De Gelderlander (tot 2001 bij diens voorgangers De Graafschapbode en het Gelders Dagblad) en schreef tientallen boeken over het streekeigene van Achterhoek en Liemers.

## Biografie
Harmsen volgde de mulo en de hbs in Doetinchem en begon in 1972 als correspondent voor De Graafschapbode en ‘De Gelderlander’.
Zijn eerste boek was Stokkum: uit de historie van dorp en omgeving (1974) dat hij samen schreef met Willy Bronkhorst. Hierna volgden tientallen boeken als auteur of medeauteur. Hij publiceerde tevens in kranten en tijdschriften.
Zijn boeken en overige publicaties gingen over dialect, taalkunde, etymologie, historie, cultuur, volkskunde, tradities, molens, boerderijen, sagen en volksverhalen, natuur, etcetera, met een focus op Achterhoek en Liemers. Veelvuldig hield hij over deze onderwerpen (dia)lezingen en radio-interviews en hij werd regelmatig als verhalenverteller uitgenodigd bij thema-avonden. Harmsen gaf ook jaren les over heemkunde op de lagere school in Stokkum.
Als activist of als lid van werkgroepen (bijvoorbeeld de werkgroep verfraaiing Montferland), spande hij zich ook in om streekeigen elementen te behouden of te herintroduceren, zoals het möllepaedje in Stokkum, de renovatie van de Stokkumse molen in de jaren 1980, of om informatieborden te plaatsen op historisch interessante plekken, zoals bij de oude plek van de rovershut de Planken Wames. 
Door de Stichting Schrieverspad werd hij in 2008 vanwege zijn inzet voor de streektaal genomineerd om een boom te planten aan het gelijknamige pad op landgoed Kotmans in Miste (Winterswijk). Harmsen koos voor een zomereik ('Boereneik'). De boom werd gemarkeerd met een naambord voorzien van een kort gedicht van hem.
Zijn eigen jeugd beschreef hij in zijn boek Boerenjeugd op de grens (2012). Hierin wordt niet alleen het grensgebied tussen Nederland en Duitsland bedoeld - de boerenhoeve waar hij opgroeide lag aan de Linthorst in Stokkum, pal aan de Duitse grens -, maar ook de ouderwetse manier van boeren die na zijn jeugd steeds verder werd verdrongen door schaalvergroting en landbouwmechanisatie. Hij gebruikt in het boek veel sfeerimpressies en indrukken uit zijn jeugd en beschrijft zo het opgroeien op de boerenhoeve omgeven door uitbundige natuur, waarbij ook de grootouders nog deel uitmaakten van het gezin.
In 2017 was Harmsen medeauteur van het boek In het voetspoor van Heuvel over Hendrik Willem Heuvel. Dit boek werd tijdens de Boekenweek Achterhoek en Liemers verkozen tot Beste boek Achterhoek en Liemers 2017. Harmsen kreeg de prijs postuum.
Hij ging in juli 2017 met pensioen na een loopbaan van 45 jaar bij de krant. Hij overleed op 30 januari 2018 in Winterswijk, 66 jaar oud. 

## Persoonlijk
Harmsen was getrouwd en kreeg twee kinderen. 
- Nederlandse Thesaurus van Auteursnamen: 072752157
- Virtual International Authority File: 281863030